# وزن الكروزر (فنون القتال المختلطة)
وزن الكروزر (بالإنجليزية: Cruiserweight)‏ تقع هذه الفئة الوزنية في في الفنون القتالية المختلطة بين فئتي وزن خفيف الثقيل والوزن الثقيل. وقد وافقت عليه رابطة لجان الملاكمة [الإنجليزية] في 26 يوليو 2017. وتم تحديد الحد الأقصى عند 225 رطل (102.1 كـغ).